# رهبر جوخه
رهبر جوخه (به انگلیسی: Platoon Leader) یک فیلم جنگی و درام آمریکایی با موضوع جنگ ویتنام محصول کمپانی گروه کانن که در سال ۱۹۸۸ اکران شد.
این تنها فیلم این کارگردان ارون نوریس است که چاک نوریس در آن بازی نکرده‌است.

## بازیگران
- مایکل دادیکوف . . ستوان جفری نایت
- رابرت اف. لیون . . گروهبان مایکل مک نامارا
- مایکل دی لورنزو . . خصوصی ریموند باکره
- جسی دابسون . . جوشوا پارکر خصوصی
- ریک فیتز . . گروهبان رابرت هایز
- تونی پیرس . . یان شولتز خصوصی
- دانیل دمستر . . دافی خصوصی
- برایان لیبی . . گروهبان «روچ»
- مایکل سوار . . دون پیک خصوصی
- ویلیام اسمیت . . سرگرد فلین
- آل کاراکی . . کامپ خصوصی
- اوان جی. کلایسر . . لارسن خصوصی
- اوان بارکر . . کاپیتان کلینسکی
- AJ اسمیت . . ستوان رایلی
- دین رافائل فراندینی. . . پزشک
- ویلی اولستشت . . پزشک
- جویس لانگ . . مادر با فرزند